# モンテカロット
モンテカロット（伊: Montecarotto）は、イタリア共和国マルケ州アンコーナ県にある、人口約1,800人の基礎自治体（コムーネ）。

## 地理

### 位置・広がり
アンコーナ県のコムーネ。県都・州都アンコーナから西南西へ38kmの距離にある。

#### 隣接コムーネ
隣接するコムーネは以下の通り。
- アルチェーヴィア
- ベルヴェデーレ・オストレンセ
- オストラ
- オストラ・ヴェーテレ
- ポッジョ・サン・マルチェッロ
- ロゾーラ
- セッラ・デ・コンティ

### 気候分類・地震分類
モンテカロットにおけるイタリアの気候分類 (it) および度日は、zona E, 2168 GGである。
また、イタリアの地震リスク階級 (it) では、zona 2 (sismicità media) に分類される。